# Zbór Stołeczny Kościoła Zielonoświątkowego w Warszawie
Zbór Stołeczny Kościoła Zielonoświątkowego w Warszawie – zbór Kościoła Zielonoświątkowego w RP z siedzibą przy ul. Siennej 68/70 w Warszawie. Pod względem administracyjnym należy do okręgu centralnego.

## Opis
Powstanie zboru wiąże się z nawróceniem w 1947, a następnie doświadczeniem chrztu w Duchu Świętym przez Alfredę i Wiktora Pręgowskich z Bukowa, którzy związali się ze Związkiem Chrześcijan Wiary Ewangelicznej i prowadzili działalność ewangelizacyjną pośród członków swojej rodziny i sąsiadów oraz rozpoczęli organizowanie regularnych nabożeństw domowych, na których stopniowo wzrastała liczba uczestników, co doprowadziło do powstania tutaj zboru Związku Chrześcijan Wiary Ewangelicznej. W 1953 wspólnota weszła w skład Zjednoczonego Kościoła Ewangelicznego w PRL i funkcjonowała jako III Zbór ZKE w Warszawie.
W 1953 nabożeństwa rozpoczęto prowadzić wspólnie z należącym do ugrupowania Kościoła Chrystusowego II Zborem Zjednoczonego Kościoła Ewangelicznego w Warszawie w jego siedzibie przy ul. Puławskiej 113. W końcu 1956 zbór zielonoświątkowy powrócił do prowadzenia działalności w swojej dotychczasowej siedzibie w Bukowie, a stan ten utrzymywał się do 1973. Pastorem wspólnoty przez cały ten okres pozostawał prezbiter Wiktor Pręgowski.
W marcu 1974 nowym pastorem zboru został prezbiter Jan Koziura, pełniący wcześniej to stanowisko w zborze w Dzierżoniowie. Siedziba zboru została wówczas przeniesiona z Bukowa do domu Koziurów położonego w Henrykowie.
W lipcu 1979 kolejnym pastorem został prezbiter Mieczysław Suski, zamieszkały w Krakowie i pełniący jednocześnie stanowisko wiceprzewodniczącego Rady Zjednoczonego Kościoła Ewangelicznego. Spotkania zboru zostały wtedy przeniesione do budynku kościoła ewangelicko-reformowanego w Warszawie, który został udostępniony do użytku wspólnocie zielonoświątkowej przez tamtejszą parafię.
W wyniku zamieszkania prezbitera Suskiego w Krakowie utrudnione było wypełnianie przez niego obowiązków pastora zboru w Warszawie, w związku z czym w 1981 zrezygnował on z tej funkcji i 11 lipca 1981 nowym pastorem zboru został prezbiter Edward Czajko.
Kolejnym miejscem prowadzenia nabożeństw zboru została niewielka kaplica zlokalizowana w siedzibie Zjednoczonego Kościoła Ewangelicznego w PRL przy ul. Zagórnej 10. Dzięki pozyskaniu nowej siedziby nastąpił rozwój zboru. Początkowo organizowane były dwie uroczystości chrztu w ciągu roku, a następnie ich liczba wzrosła do trzech.
Oficjalne zezwolenie władz państwowych na wzniesienie budynku zborowego kościół otrzymał w styczniu 1982 roku. W grudniu 1984 roku przydzielona została działka w obrębie ulic Siennej, Śliskiej i Twardej, 1 czerwca 1985 roku rozpoczęła się budowa, natomiast w październiku 1985 wmurowany został akt erekcyjny. Oficjalne otwarcie nowego budynku zboru oraz pierwsze poprowadzone w nim nabożeństwo nastąpiły 24 września 1989 roku. Wzniesienie obiektu było możliwe dzięki ofiarodawcom zagranicznym. Największy wkład wniósł ewangelista Jimmy Swaggart. 
We wnętrzach budynku oprócz sali modlitewnej znajdują się: siedziba Prezydium Rady Naczelnej Kościoła Zielonoświątkowego w RP, dom studenta, redakcja miesięcznika „Chrześcijanin” i wydawnictwo „Agape”.
W 1992 Zbór Stołeczny skupiał ponad 300 członków. W okresie tym prowadzone były trzy lub cztery chrzty rocznie, które każdorazowo przyjmowało po kilkanaście osób. Poza nabożeństwem niedzielnym prowadzone były również tygodniowe nabożeństwa modlitewne oraz młodzieżowe, a raz w miesiącu miały miejsce spotkania dla kobiet. Działały trzy oddziały szkółki niedzielnej oraz grupy domowe. Prowadzona była działalność misyjna na ulicach miasta, polegająca na wykonywaniu pieśni oraz dzieleniu się świadectwem o Jezusie, jak również organizowano ewangelizacje w zakładach karnych oraz planowano rozwój pracy duszpasterskiej skierowanych do osób z problemem alkoholowym. W siedzibie zboru odbywały się ogólnokrajowe konferencje, posiedzenia Synodu, jak również inne spotkania prowadzone przez różne agendy Kościoła Zielonoświątkowego w RP oraz należące do niego misje i duszpasterstwa.
21 października 2001 dokonano wprowadzenia w urząd nowego pastora zboru, prezbitera Arkadiusza Kuczyńskiego, który wcześniej pełnił stanowisko drugiego pastora oraz lidera młodzieżowego.
Na koniec 2010 zbór skupiał 724 wiernych, w tym 484 ochrzczonych członków, co czyniło go największą ze wspólnot Kościoła Zielonoświątkowego w RP.

## Działalność
Prowadzone jest jedno nabożeństwo niedzielne, a także środowe nabożeństwo tygodniowe. Odbywają się ponadto spotkania studenckie, spotkania dla mężczyzn, dla kobiet i seniorów, jak również spotkania młodzieżowe „Warszawski Skład Soli”. Działa grupa modlitewna i grupy domowe (w tym grupa domowa pastora). Mają miejsce poranne modlitwy w formie spotkań online, organizowane są także Kursy Alpha.
Działa Służba Katechetyczna „Dzieciaki z Siennej”, prowadzone są zajęcia szkółki niedzielnej oraz obozy, wyjazdy, konferencje i inne spotkania przeznaczone dla dzieci i rodzin.
Przy zborze działalność prowadzi chór gospel „Sienna Gospel Choir” oraz chór dziecięcy „Sienna Gospel Young”. Funkcjonuje „Szkoła Gospel”, zajmująca się nauką śpiewu oraz gry na instrumentach.
W budynku zboru istnieje ponadto poradnia chrześcijańska oraz placówka gastronomiczna „Sienna Bistro & Café”. Działa również Studio Nagrań „Psalm” oraz studio „Radia Chrześcijanin”. Funkcjonuje klub młodzieżowy „Prąd”, księgarnia i biblioteka, jak również dom studencki oraz pokoje gościnne na wynajem komercyjny.